# Comptador mecànic

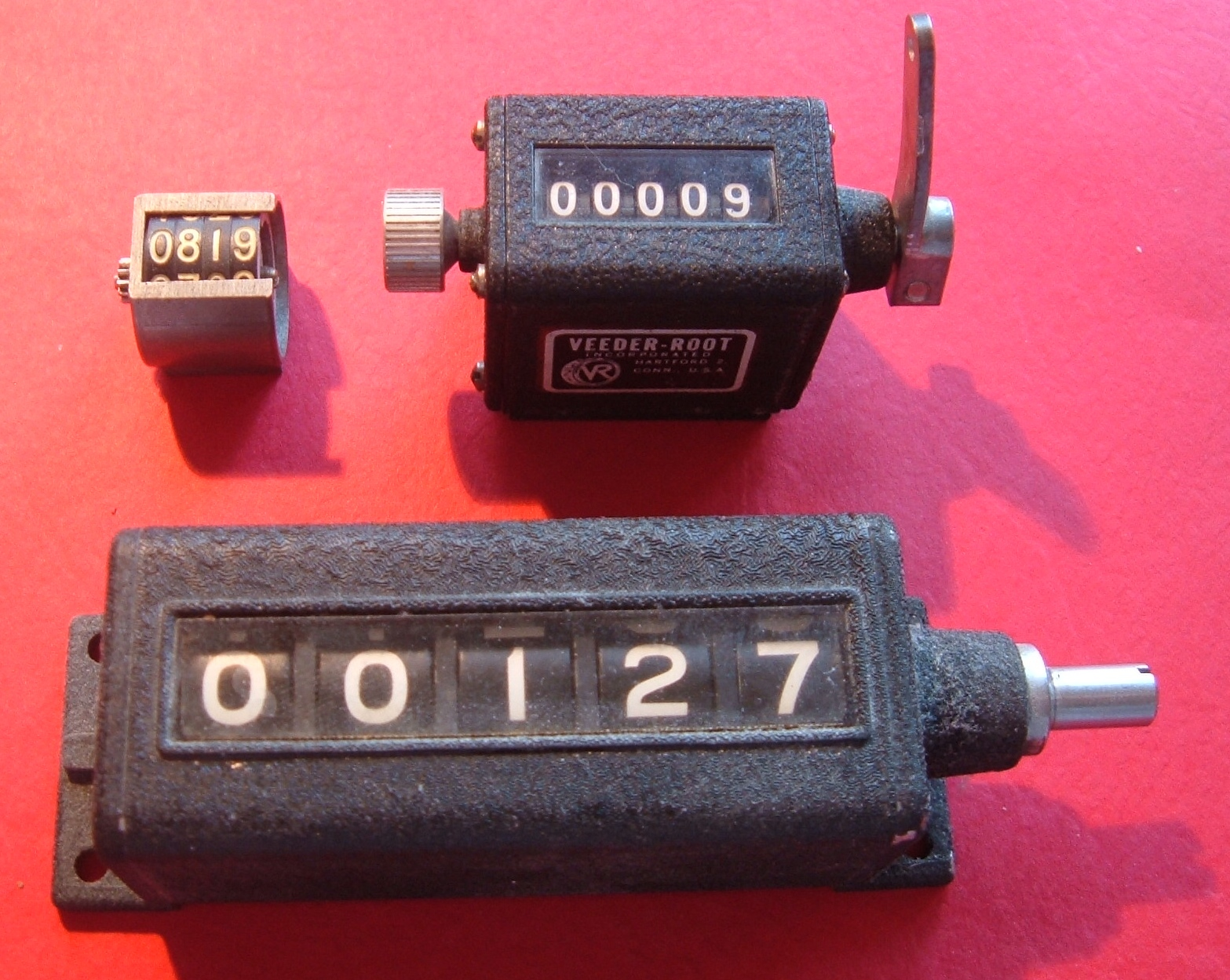
Diversos comptadors mecànics

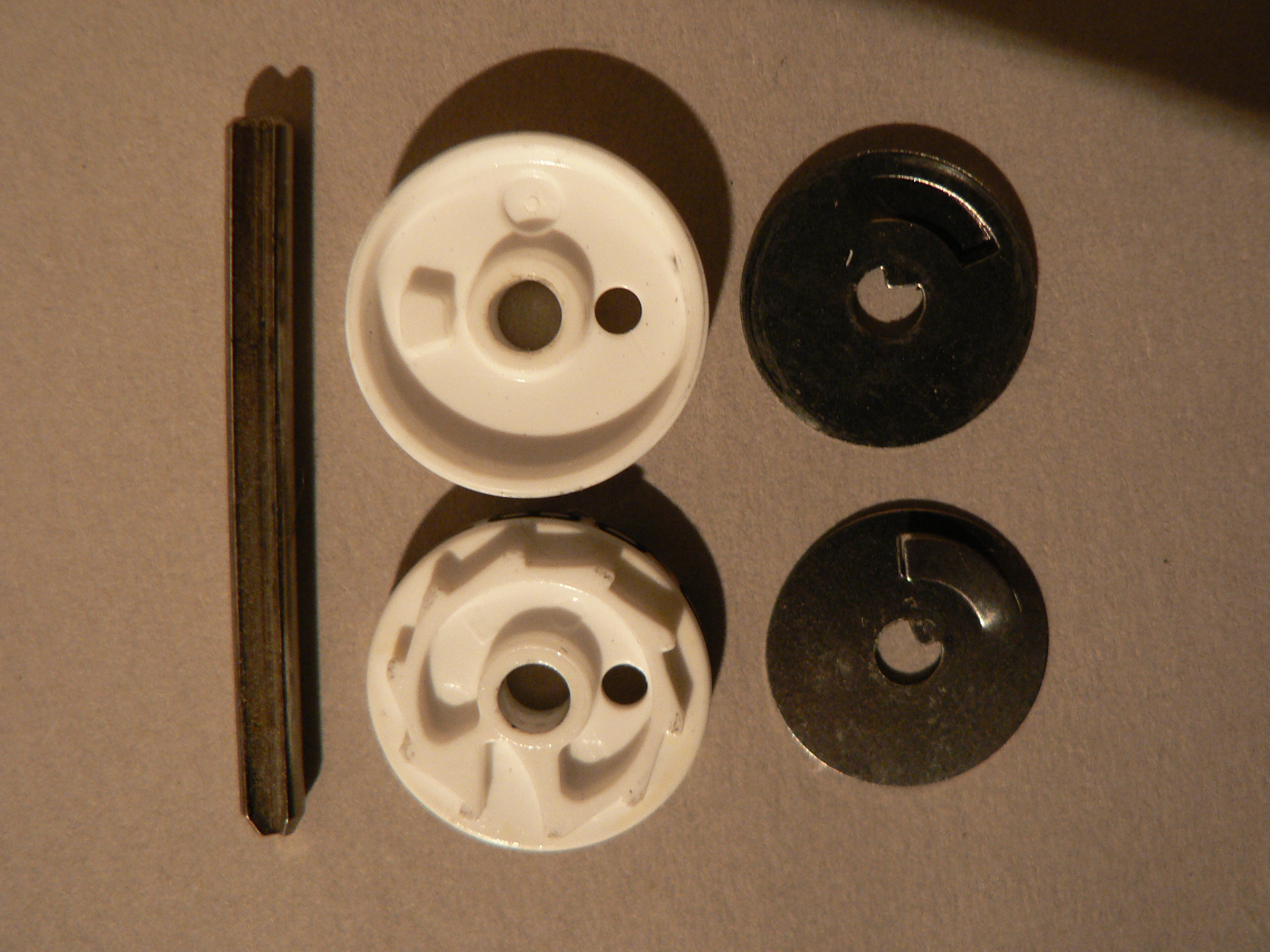
Contrarodes mecàniques que mostren els dos costats. El cop de la roda que es mostra a la part superior enganxa el trinquet de la roda sota cada volta.

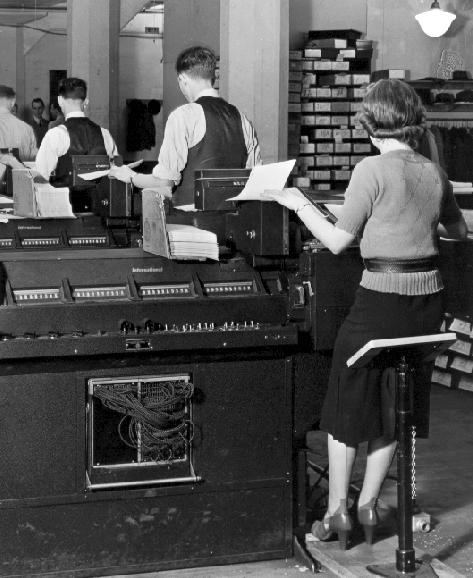
Les primeres màquines de tabulació IBM utilitzant comptadors mecànics

Els comptadors mecànics són comptadors digitals construïts amb components mecànics. Molt abans que l'electrònica fos comuna, s'utilitzaven dispositius mecànics per comptar esdeveniments.
Els comptadors mecànics es poden convertir en comptadors electromecànics, que compten impulsos elèctrics, afegint un petit solenoide.

## Descripció
Normalment consisteixen en una sèrie de discos muntats en un eix, amb els dígits del zero al nou marcats a la seva vora. El disc més a la dreta es mou un increment amb cada esdeveniment. Cada disc, excepte el més esquerre, té una protuberància que, després de completar una revolució, mou el disc següent cap a l'esquerra un increment.

## Història
Vitruvi va descriure per primera vegada un hodòmetre per mesurar la distància al voltant dels anys 27 i 23 aC, tot i que l'inventor real podria haver estat Arquímedes de Siracusa (c. 287 aC – c. 212 aC). Es basava en les rodes dels carros que giraven 400 vegades en una milla romana. Per cada revolució, un passador de l'eix enganxava amb una roda dentada de 400 dents, donant-li així una volta completa per cada milla. Aquesta roda enganxava un altre engranatge amb forats al llarg de la circumferència, on hi havia uns còdols (càlcul), que anaven caient d'un en un dins d'una caixa. Per tant, la distància recorreguda es podia calcular simplement, comptant el nombre de còdols.
L'hodòmetre també va ser inventat de manera independent a l'antiga Xina, possiblement pel profús inventor i primer científic Zhang Heng (78 dC – 139 dC) de la dinastia Han (202 aC–220 dC). Al segle iii (durant el període dels Tres Regnes), els xinesos havien denominat el dispositiu com a 'jì lĭ gŭ chē' (記里鼓車), o 'carro de tambor de gravació li ' Textos xinesos del segle III. expliquen les funcions del carro mecànic, i a mesura que es recorre un li, una figura de fusta accionada mecànicament colpeja un tambor, i quan es recorren deu li, una altra figura de fusta colpeja un gong o una campana amb el seu braç accionat també mecànicament.

## Ús
El comptador mecànic es va utilitzar per acumular totals en màquines tabuladores que van ser pioneres en la indústria del processament de dades. Altres dels seus principals usos:
- Hodòmetres
- Aritmòmetres
- Motors de diferència i motor analític de Babbage
- Dispensadors de combustible antics (bombes de gasolina)
- Màquines de votació mecàniques
- Totalitzadors
- Taulells de teixir
- Comptadors d'electricitat
- Comptadors de temps transcorregut

Aquests comptadors s'utilitzaven en gravadores i com a hodòmetres per a bicicletes i cotxes, també en dispensadors de combustible i per controlar processos de fabricació. Un dels fabricants més grans va ser l'empresa Veeder-Root, i el seu nom s'utilitzava sovint per a aquest tipus de comptadors.